# Lascoria manes
Lascoria manes là một loài bướm đêm trong họ Noctuidae.